# Абрис Чернігівський

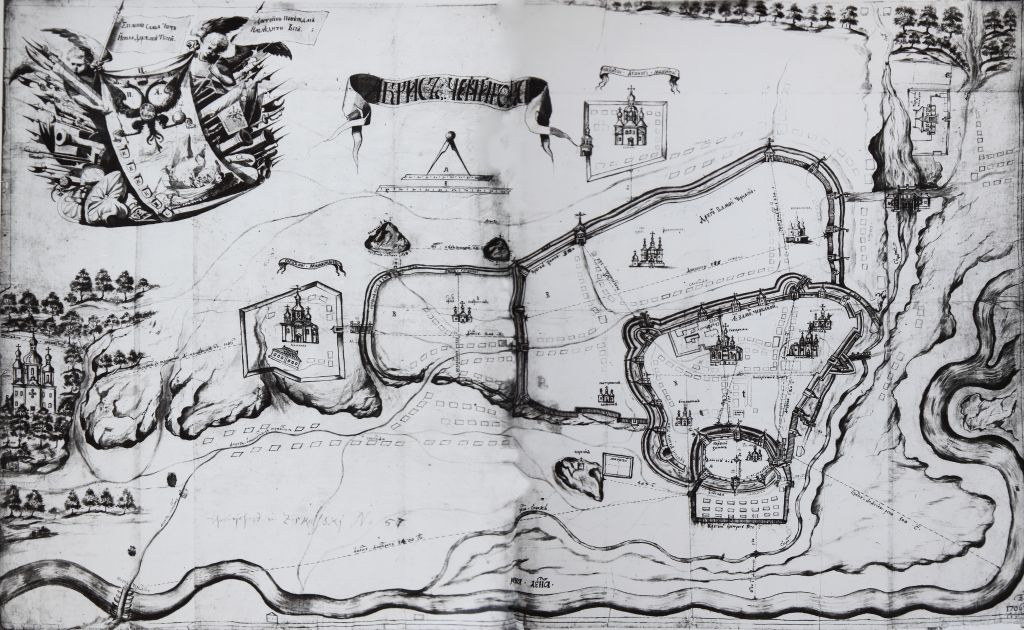
фрагмент абриса

А́брис Черні́гівський — рукописний план міста Чернігова створений у 1706 році. Є джерелом з історії, історичної топографії, містобудування, архітектури, фортифікації міста кінця XVII — початку XVIII століття і попередніх епох.

## Опис вмісту
В абрисі відтворені основні історичні території, архітектурні ансамблі і споруди Чернігова з околицями й тополандшафтними об'єктами (річки Десна і Стрижень, узгір'я, яри, заплави, ліси, вулиці, дороги тошо). Через обмеження формату плану, на ньому застосовані дві масштабні шкали, ущільнені відстані між частинами міста, течіями річок. Основні відстані і розміри вказані цифрами. Абрис містить рисунки фасадів оборонних, культових та інших споруд, в яких достовірно передано архітектурні особливості будівель. Житлова забудова уздовж вулиць і доріг позначена умовними прямокутниками.
В абрисі зображені:
- Верхній замок — невелика колоподібна за планом фортеця, в якій розташовувався гарнізон урядових військ. Фортеця займала мисову частину колишнього давньоруського Дитинця, що над заплавою Десни;
- Перший замок Черкаський — колишній Дитинець;
- Другий замок Черкаський — колишній посад;
- третя безіменна укріплена частина, що прилягала до посаду від заходу, так званий Третяк.

Показані монастирі з соборами та іншими спорудами:
- П'ятницький монастир;
- Єлецький Успенський монастир;
- Троїцький собор.

Згідно абрису, кожна частина міста була оточена валами, сухими ровами, дерев'яними стінами, тинами, палісадами. Верхній замок (довжина — 40, ширина — 30 сажнів) налічував сім башт (одна проїзна). Башти були двохярусними, можливо шестистінними, з високими шатровими покрівлями, завершеними флюгерами-прапорцями. На подвір'ї стояла дерев'яна тризрубна триверха Михайлівська церква.
Зі сторони Десни до Верхнього замку прилягала «Солдатська слобода», оточена палісадом (довжина 170 сажнів). Перший замок Черкаський (довжина 150—200, ширина — 200 сажнів) налічував 15 башт (чотири проїзні). Тут стояли муровані церкви: Соборна (Спаський собор) і Воскресенська церква, дерев'яні: Благовіщенська (п'ятизрубна п'ятиверха) і Богословська (тризрубна триверха) церкви, Мурований Борисоглібський собор розташовувався на архієпископському подвір'ї і на кресленні позначений прямокутником і хрестиком. Прямокутником з написом позначена ратуша.
Другий замок Черкаський (довжина 385, ширина 120—220 саженів) мав 12 башт (дев'ять проїзних). Тут зображені мурована Катерининська церква (показана тридільною триверхою, оскільки на ті часи була ще недобудована), дерев'яні — Миколаївська церква (п'ятизрубна семиверха) та Здвиженська (тризубна триверха з опасанням та дзвіницею, прибудованою від Заходу).
Третяк (довжина 200 саженів, ширина 150 саженів) оточували вали та рови без башт. Всередині стояла дерев'яна Покровська церква (тризрубна триверха). На придеснянських схилах неподалік від Троїцько-Іллінського монастиря пунктирною лінією без зазначення назви показано абриси Іллінської церкви.
Всього в документі зображено 34 башти та 15 культових будівель.
На північ від Третяка позначено два безіменні кургани. Один з них (висота до верхів'я 4 саженя, довжина окружності підошви 58 саженів) ототожнюють із Чорною могилою. Ще один, із капличкою на верхів'ї був розташований у заплаві Десни напроти Катерининської церкви. До нього прилягала складська будівля — «мигазеин». Вверх по річці Стрижень, напроти Другого замку було влаштовано греблю з млином на декілька кіл. На лівому березі ставка зображено «подворок полковника». На той час чернігівським полковником був Павло Полуботок. На просторій, рогородженій на кілька частин садибі з садом, стояв великий мурований будинок, який з чола поділявся на дві половини двоярусним ганком із гостроверхим дашком і барокковим фронтоном. Кожна половина з чола мала по троє вікон. Висока із заломами покрівля завершувалася на причілках гостроверхими декоративними шипцями. Вниз по Десні показано наплавний (на човнах) міст).

## Технічні моменти
Техніка виконання — папір, туш, перо, пензель, олівець. Масштаб у сажнях. Розмір 63Х97 сантиметрів. У верхньому лівому куті декоративно-геральдична композиція із зображенням прапорів, зброї, гербів, монограмою «Ц. В. К. П. А.» («Царь и Великий Князь Ретр Алексеевич») тощо. Назва «Абрис Чернігівський» на стрічці. На звороті позначено:

«10. Чертеж Черниговской. 706 октября в 31 день подал в Санкт-Питербурхе ис Чернигова Жилова полку прапорщик Иван Ильин сын Доли…» (далі нерозбірливо).

Абрис зберігається у відділі рукописів Бібліотеки Російської академії наук у Санкт-Петербурзі в зібранні карт, планів, креслень, малюнків, гравюр Петра І.